# Reuzenjuffers
De reuzenjuffers (Pseudostigmatidae) zijn een familie van juffers (Zygoptera), een van de drie suborden van de libellen (Odonata). De familie telt 6 beschreven geslachten en 19 soorten.

## Taxonomie
De familie kent de volgende geslachten:
- Anomisma McLachlan, 1877
- Coryphagrion Morton, 1924
- Mecistogaster Rambur, 1842
- Megaloprepus Rambur, 1842
- Microstigma Rambur, 1842
- Pseudostigma Selys, 1860